# Escuela Nacional de Ballet (Cuba)

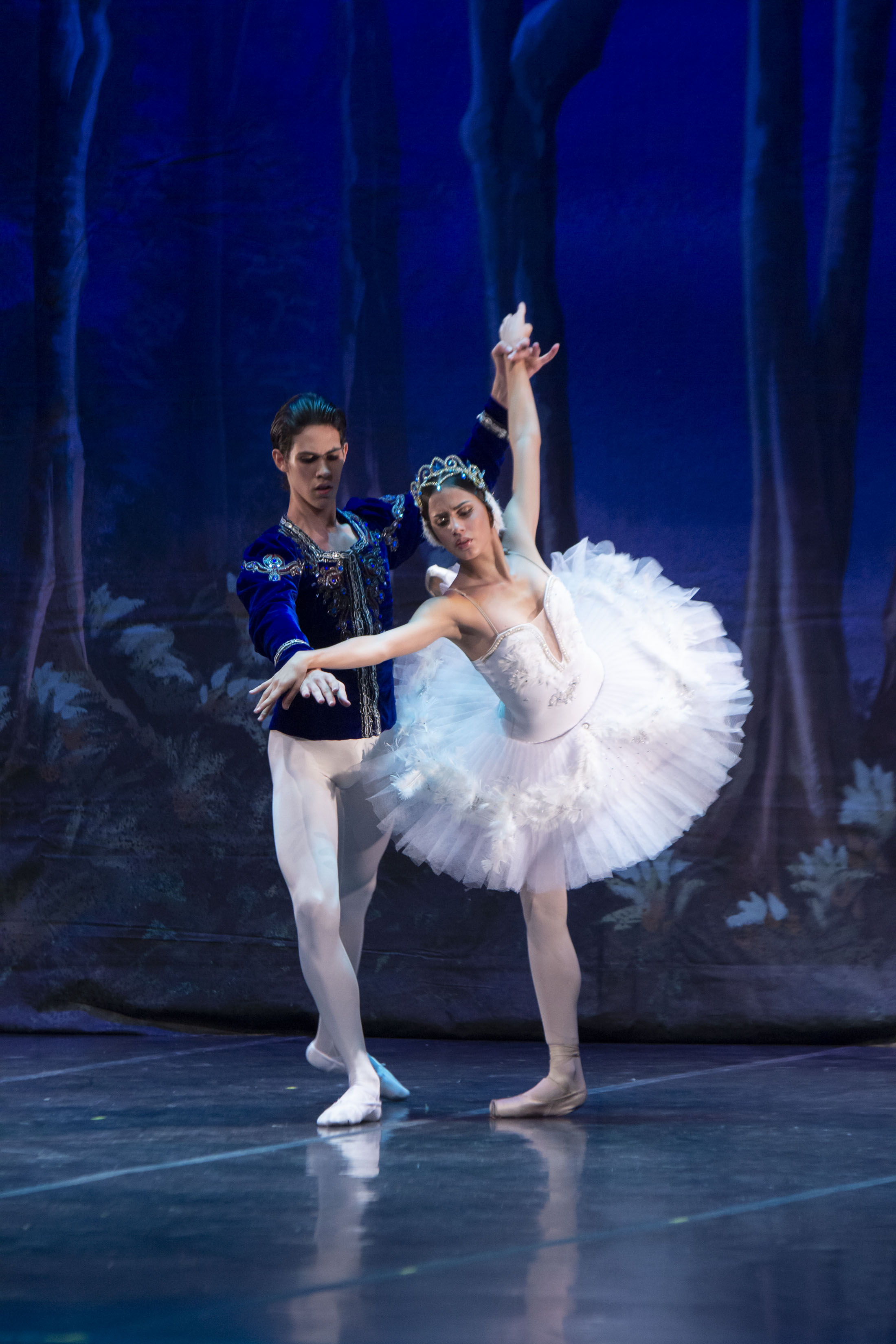
Una gala en la Ciudad de México en 2019.

La Escuela Nacional de Ballet de Cuba, es la institución educativa especializada en la enseñanza de la danza, más grande del mundo y la más importante del país, situada en el Paseo del Prado de La Habana en Cuba, de ella se nutren las filas del prestigioso Ballet Nacional, el Ballet de Camagüey y otras compañías danzarias en la isla y el mundo.

## Historia
La creación de esta escuela se remonta al año 1931, cuando se funda la Escuela Nacional de Ballet de la Sociedad Pro Arte Musical en La Habana, este fue el motor impulsor y punto de partida de la enseñanza del ballet en Cuba. La escuela ha marcado pautas en el ballet clásico, pues aquí se han formado leyendas de la danza como Alicia Alonso, Fernando Alonso o Ramiro Guerra.
Desde sus comienzos la institución creó un repertorio pequeño en un inicio que luego fue ampliándose debido a las exigencias cada vez más crecientes del público nacional. La escuela cubana buscó desde sus inicios una manera propia y única de la enseñanza y ejecución danzaria, tomando de las escuelas francesas, rusas, británicas y americanas lo mejor y mezclándolo con las raíces multiculturales de Cuba.
A mediados del siglo XX, se creó la Academia de Ballet Alicia Alonso, esta desempeñó un papel crucial en el desarrollo de la danza en el país y se colocó como gestora insigne del método pedagógico de la escuela cubana de ballet, que cuenta con gran prestigio en el mundo entero en la actualidad.
Con el triunfo de la Revolución cubana en 1959, la escuela pierde su carácter privado y pasa a formar parte de la Escuela Nacional de Arte, con la meta fundamental de crear las bases del sistema de enseñanza del ballet, poniendo énfasis en las prácticas netamente cubanas. Es a partir de aquí que la enseñanza del ballet en Cuba toma un verdadero auge, debido al apoyo dado por el estado y al empeño de la principal figura del ballet en Cuba Alicia Alonso.
A pesar de la poca experiencia en la enseñanza de sus iniciadores, Fernando Alonso, su primer director, preparó bailarines de fama internacional, labor continuada por Ramona de Saa, artífice principal de la creación e implantación nacional del método cubano de la enseñanza del ballet.
El claustro de profesores, seleccionado meticulosamente, imparte cursos en todo el mundo.
La calidad de la escuela está avalada por numerosas medallas y premios recibidos en diferentes certámenes en todo el planeta.
La institución realiza cada año el Encuentro Internacional de Academias para la Enseñanza del Ballet, con el maestro Fernando Alonso como presidente honorario. La cifra de estudiantes y profesores extranjeros aumenta todos los años. Este certamen tiene además del propósito competitivo el de intercambiar experiencias en el plano docente y artístico.
La Escuela Nacional tiene desde el año 2000 su sede en un bello palacete del famoso Paseo del Prado, edificio restaurado y adaptado para dar más facilidades a las actividades de la escuela.